# 矢島保男
矢島 保男（やじま やすお、1920年2月21日 - 2008年10月15日）は、日本の経済学者。
東京出身。早稲田大学商学部卒、1964年「消費者金融論」で商学博士。早大商学部助教授、教授。1990年定年となり、名誉教授。割賦販売審議会会長を務めた。銀行・金融などが専門。

## 著書
- 『銀行論』日本評論新社 1958
- 『消費者金融論』全国地方銀行協会 銀行叢書 1960　東洋経済新報社 1963
- 『貨幣の理論』世界書院 1962
- 『貨幣と金融』世界書院 1969
- 『クレジットと消費者 キャッシュレス時代の幕あけ』日本経済新聞社 日経新書 1971
- 『銀行の制度と機能』前野書店 1973
- 『金融経済論入門』成文堂 1977
- 『貨幣経済と金融市場』世界書院 1979
- 『消費者信用 クレジット社会の進展と新しい対応』ダイヤモンド社 1983
- 『クレジット』日本経済新聞社 1986

### 共編著
- 『消費者信用』編 文雅堂銀行研究社 新銀行シリーズ　1963
- 『図説経済学体系 4 金融論』天利長三,加藤譲共編 学文社 1971
- 『金融と経済』市川千秋,本荘康生著 成文堂 1990

## 論文
- <矢島保男